# 梅田英春
梅田 英春（うめだ ひではる）は、日本の音楽学者、ガムラン奏者、バリのダラン。専門領域は民族音楽学、音楽人類学、政策人類学。
東京生まれ。国立音楽大学卒業（音楽学）。1986年から1988年にかけて、バリのインドネシア芸術アカデミー（現インドネシア芸術大学）ISI Denpasarワヤン専攻に留学。同アカデミー初の外国人留学生であった。1996年桜美林大学大学院国際関係学研究科修了。1999年総合研究大学院大学文化科学研究科博士課程単位取得退学。
1999年、沖縄県立芸術大学音楽学部准教授。ライデン大学客員研究員を経て、2012年より静岡文化芸術大学文化政策学部芸術文化学科教授。SUAC Wind Ensemble、SUACxGamelan Ensemble Suara Canda顧問。
K-Mix（静岡エフエム放送）パーソナリティー（毎週土曜日6時30分ミューグレ～music the great deeps）。

## 著書
- 『バリ島ワヤン夢うつつ――影絵人形芝居修業記』（木犀社）2009年
- 『バリ島の影絵人形芝居ワヤン』（めこん）2020年

## 編著
- 『黒澤隆朝 東南アジア音楽紀行』（大空社）1999年。